# Silke Stroth
Silke Maria Stroth (* 28. September 1963 in Bremen) ist eine deutsche Psychologin und politische Beamtin. Seit August 2019 ist sie Staatsrätin der Senatorin für Gesundheit, Frauen und Verbraucherschutz der Freien Hansestadt Bremen.

## Leben
Stroth studierte Psychologie in Marburg und Bremen. Nach dem Abschluss ihres Studiums (1988) arbeitete sie in verschiedenen Funktionen im Öffentlichen Gesundheitsdienst, unter anderem als Referentin für AIDS, gesundheitliche Drogenhilfe, Frauengesundheit (1990–1995), Referatsleiterin Gesundheitsplanung, Gesundheitsmanagement 2007 (1995–2007), Referatsleiterin Gesundheitsplanung, Psychiatrie und Sucht (2007–2012) sowie Abteilungsleiterin für Gesundheit und Verbraucherschutz (2012–2016). Von 2016 bis 2019 war sie Geschäftsbereichsleiterin für die Bildungsakademie von Gesundheit Nord.
Im August 2019 wurde sie im Zuge der Bildung des Senats Bovenschulte I von Senatorin Claudia Bernhard zur Staatsrätin für Gesundheit, Frauen und Verbraucherschutz berufen.